# Diana Weicker
Diana Weicker (Neil's Harbour, 26 de mayo de 1989) es una deportista canadiense que compite en lucha libre. Ganó una medalla de bronce en el Campeonato Mundial de Lucha de 2018, en la categoría de 53 kg.

## Palmarés internacional
| Campeonato Mundial | Campeonato Mundial | Campeonato Mundial | Campeonato Mundial |
| Año                | Lugar              | Medalla            | Categoría          |
| ------------------ | ------------------ | ------------------ | ------------------ |
| 2018               | Budapest (Hungría) | Medalla de bronce  | 53 kg              |